# 가봉 (드라마)
《가봉》은 MBC에서 2014년 12월 7일에 방영한 드라마 페스티벌 시즌 2의 아홉 번째이며 이 시즌 마지막 작품이다.

## 등장 인물

### 주요 인물
- 서예지 : 경희 역
- 허정도 : 성현 역
- 정호근 : 사장 역
- 조상기 : 형인 역
- 김선영 : 영애 역
- 윤복인 : 경희의 어머니 역
- 이지현 : 소란 역

### 그 외 인물
- 변은영 : 50대 소란 역
- 유환웅
- 김충길
- 권지환
- 유경훈
- 박지원
- 임지영
- 김우현
- 박시진 : 경수 역
- 김주승
- 박신우

### 특별출연
- 박정수 : 50대 경희 역